# Arcondo-Nunatak (Queen Elizabeth Land)
Der Arcondo-Nunatak ist ein 780 m hoher und isolierter Nunatak im westantarktischen Queen Elizabeth Land. Er ragt 8 km südlich des Mount Spann in den Panzarini Hills der Argentina Range in den Pensacola Mountains auf.
Der United States Geological Survey kartierte ihn anhand von Vermessungen und mithilfe von Luftaufnahmen der United States Navy zwischen 1956 und 1967. Das Advisory Committee on Antarctic Names benannte ihn nach Pedro Pascual Arcondo, Major der Streitkräfte Argentiniens, befehlshabender Offizier auf der Belgrano-I-Station zwischen 1959 und 1961 und erster argentinischer Fallschirmspringer in der Antarktis, der am 31. Januar 1962 bei einem verunglückten Sprung in der Antarktis ums Leben kam.